# Lenzmoarkogel
Lenzmoarkogel – szczyt w paśmie Gleinalpe, części Alp Noryckich w Alpach Wschodnich. Leży w Austrii, w Styrii. Jest to najwyższy szczyt grupy Gleinalpe.